# Margaret Sangerová
Margaret Higginsová Sangerová (14. září 1879 Corning – 6. září 1966 Tucson) byla americká feministka, bojovnice za sexuální osvětu a práva žen, zejména v oblasti reprodukce.

## Život
Narodila se jako sedmá z jedenácti dětí v bigotní katolické rodině. Její matka, Anne Purcellová Higginsová, byla osmnáctkrát těhotná (porodila 11 živých dětí), než zemřela na tuberkulózu a rakovinu děložního čípku. Sangerová navštěvovala dva roky Claverack College v Hudsonu. Sestry jí platily školu, a když jí už nemohly dále poskytovat finanční podporu, vrátila se roku 1899 domů. Matka zemřela právě v době, kdy se Margaret zapsala do programu pro ošetřovatelky v nemocnici ve White Plains, na předměstí New Yorku.
V roce 1902 se provdala za Williama Sangera a následující rok se jim narodil syn. Později porodila ještě jednoho syna a dceru, která zemřela v dětském věku.
V roce 1912 po ničivém požáru domu se rodina přestěhovala do New Yorku, kde Sanger vstoupila do Sociálně demokratické strany a účastnila se organizování stávek. Stýkala se i s dalšími levicovými newyorskými intelektuály, jako byl John Reed, Upton Sinclair či Emma Goldmanová. Kromě toho začala přispívat do pravidelné rubriky o sexuální výchově pro noviny New York Call pod názvem „Co má vědět každá dívka“, její příspěvky však byly pravidelně cenzurovány.
Sangerová pracovala jako zdravotní sestra v chudinské čtvrti East Side na Manhattanu. Starala se hlavně o těhotné ženy, se kterými diskutovala o sexualitě. Tyto ženy, které musely ve velké chudobě vychovávat své děti, byly spolu s předčasnou smrtí vlastní matky hlavními příčinami, proč se z ní stala propagátorka antikoncepce. Silně ji též ovlivnila kniha The Psychology of Sex od Havelocka Ellise, s nímž se setkala i osobně při své cestě po Evropě roku 1914.
Roku 1916 otevřela první kliniku pro plánované rodičovství. Klinika byla žalována a následný proces vzbudil velkou pozornost a vzniklo i hnutí na podporu Sangerové. V roce 1917 začala vydávat výchovný časopis s názvem "Antikoncepční revue", v roce 1921 založila Americkou ligu pro antikoncepci a v roce 1922 Národní komisi federální legislativy pro antikoncepci. Odmítala ovšem potraty.[zdroj?] Na rozdíl od moderní sexuologie také odmítala masturbaci, zejména u žen. Kritiku vzbudilo rovněž to, že ve svých úvahách o kontrole porodnosti rovněž přitakala eugenickým snahám, byť protestovala proti eugenice nacistické, řízené státem. Byla též obviněna z rasismu.